# Jordanita fazekasi
Jordanita fazekasi ist ein Schmetterling aus der Familie der Widderchen (Zygaenidae).

## Merkmale
Die Männchen erreichen eine Vorderflügellänge von 12,5 bis 13,1 Millimeter, Angaben zur Flügellänge der Weibchen liegen bisher nicht vor. Die Vorderflügeloberseiten schimmern grün, die Hinterflügel sind grau. Die Fühler bestehen aus 42 bis 51 Segmenten.
Bei den Männchen befindet sich am Sacculus ein sehr langer ventraler Fortsatz. Der Aedeagus ist ungefähr fünfmal länger als breit und hat einen kurzen, geraden, kegelförmigen Cornutus. Das 8. Abdominalsternit bedeckt nur den hinteren Teil des Segments.
Weibchen wurden bisher nicht beschrieben.

### Ähnliche Arten
Jordanita globulariae und Jordanita vartianae ähneln J. fazekasi äußerlich. J. globulariae hat ebenfalls grün schimmernde Vorderflügeloberseiten und graue Hinterflügel. Bei den beiden ähnlichen Arten bedeckt das 8. Abdominalsternit nur die Hälfte des Segments und damit die langen Sacculusfortsätze. Bei J. globulariae fehlt der Cornutus der Blase, bei J. vartainae hat der Cornutus eine andere Form und der ventrale Teil der Sacculusfortsätze ist an der Spitze konkav. J. fazekasi kommt an der Typuslokalität in Ungarn sympatrisch mit J. globulariae vor.

## Verbreitung
Jordanita fazekasi ist bisher nur von der Typuslokalität im Süden Ungarns bekannt.

## Biologie
Die Biologie der Art ist bisher unbekannt.